# 1597
| 1597               |
| ------------------ |
| Dødsfald - Fødsler |
|                    |

| Gregoriansk kalender | 1597 MDXCVII            |
| Ab urbe condita      | 2350                    |
| Armensk kalender     | 1046 ԹՎ ՌԽԶ             |
| Kinesiske kalender   | 4293 – 4294 丙申 – 丁酉 |
| Etiopisk kalender    | 1589 – 1590             |
| Jødisk kalender      | 5357 – 5358             |
| Hindukalendere       |                         |
| - Vikram Samvat      | 1652 – 1653             |
| - Shaka Samvat       | 1519 – 1520             |
| - Kali Yuga          | 4698 – 4699             |
| Iransk kalender      | 975 – 976               |
| Islamisk kalender    | 1005 – 1007             |

Konge i Danmark: Christian 4. 1588 – 1648
Se også 1597 (tal)

## Begivenheder
- 27. november – Christian 4. gifter sig med Anna Cathrine af Brandenburg